# Öster-Gråssjön
Öster-Gråssjön är en sjö i Bräcke kommun i Jämtland och ingår i Ljungans huvudavrinningsområde. Sjön har en area på 1,52 kvadratkilometer och ligger 287 meter över havet. Sjön avvattnas av vattendraget Sännån.

## Delavrinningsområde
Öster-Gråssjön ingår i det delavrinningsområde (696102-149692) som SMHI kallar för Utloppet av Öster-Gråssjön. Medelhöjden är 346 meter över havet och ytan är 13,69 kvadratkilometer. Räknas de 13 avrinningsområdena uppströms in blir den ackumulerade arean 117,94 kvadratkilometer. Sännån som avvattnar avrinningsområdet har biflödesordning 3, vilket innebär att vattnet flödar genom totalt 3 vattendrag innan det når havet efter 168 kilometer. Avrinningsområdet består mestadels av skog (79 procent). Avrinningsområdet har 1,52 kvadratkilometer vattenytor vilket ger det en sjöprocent på 11,1 procent.